# Özdemir Başargan
Özdemir Başargan (* 23. September 1935 in der Türkei) ist ein deutsch-türkischer Schriftsteller, der in Berlin lebt.

## Werk
Başargan gehört der literarischen Gruppe Werkstatt Berlin an, die zum Werkkreis Literatur der Arbeitswelt gehört.
Seine „Märchen-Prosa“ beschreibt der Autor selbst als besinnlich, exotisch, erotisch, auch lyrisch. Während sich seine Erzählungen in Teoman, der Ungültige (1984) eher an ein erwachsenes Lesepublikum wenden, ist seine sowohl auf Deutsch als auch auf Türkisch verfasste Kunstmärchensammlung Der einäugige König (1987) an „sieben- bis siebzigjährige“ Leser gerichtet.
Auch eine zweisprachige Sammlung von Volksmärchen aus der Türkei Halk Masallari – Volksmärchen (1984) veröffentlichte Başargan, der in den 1970er Jahren zunächst als literarischer Übersetzer ins Türkische im deutschen Literaturbetrieb erschien.
Des Weiteren erscheinen Texte des auch politisch engagierten Autors in Anthologien und literarischen Zeitschriften.
2005 wurde der siebzigste Geburtstag Başargans im Foyer des Festsaals im Rathaus Charlottenburg in Anwesenheit von Petra Merkel und anderen Vertretern der Politik begangen. Başargan hielt bei dieser Gelegenheit eine Lesung ab; er ist auch ansonsten häufig auf Autorenlesungen zu sehen.

## Primärliteratur (Auswahl)

### Eigenständige Veröffentlichungen
- Der einäugige König : Märchen für 7 bis 70jährige ; dt./türk. (1984)
- Teoman, der Ungültige : Erzählungen (1987)

### Anthologien
- Niki Eideneier ; Sophia Kallifatidou (Hrsg.) – Altwerden ist ein köstlich Ding ...? : Altwerden in der Fremde ; dreiunddreißig Autoren aus neun Ländern (2000)

## Sekundärliteratur
- Tarantel – Zeitschrift für Kultur von unten, 4, Oktober 2006: Vom Tod der Gastarbeiterliteratur. Neue Lyrik & Prosa schreibender MigrantInnen. Porträts: Kaouther Tabai/München & Özdemir Basargan/Berlin (Lit.), Norbert Nassl/Augsburg (Grafik); Dokumentarstelle des Widerstands/Wien; „Arbeit – Identität – Kultur“ / Tagungsbericht aus Dortmund; (Blick über die Grenze) London Voices & Peckham Writers